# Galicija, Koroška
Galicija (nemško Gallizien) je danes dvojezična občina v okraju Velikovec na avstrijskem Koroškem.

## Geografija

### Geografska lega
Občina Galicija leži na Južnem Koroškem na meji med Rožem in Podjuno. Občina se razteza med Dravo in Obirjem v Karavankah na nadmorski višini 390 m (ob Dravi severno od Mohlič) ter 2139 na vrhu (Ojstrca. Skozi občino teče reka [[Bela, ki tvoji mejo med Rožem in Podjuno.

### Vasi in zaselki v občini
Občina je sestavljena iz 6 katastrskih občin: Bela, Encelna vas, Galicija, Klanče, Mohliče in Obrije. V občini je 20 vasi in zaselkov:
| - Apače (Abtei), 104 prebivalcev (2001) - Bela (Vellach), 133 - Blato (Moos), 118 - Borovnica (Freibach), 38 - Brezje (Pirk), 42 - Dolinče (Dolintschach), 17 - Drabunaže (Drabunaschach), 50 - Encelna vas (Enzelsdorf), 132 - Galicija (Gallizien), 251 - Goriče (Goritschach), 112 | - Klanče (Glantschach), 165 - Krejance (Krejanzach), 79 - Lečne (Linsendorf), 11 - Mohliče (Möchling), 101 - Obrije (Abriach), 93 - Pecelj (Pölzling), 33 - Podkanja vas (Wildenstein), 218 - Podkrinj (Unterkrain), 67 - Polje (Feld (), 27 - Robeže (Robesch), 34 |

## Zgodovina
Zgodovina naselitve področja sega nazaj najmanj v dobo Rrimskega cesarstva. Leta 1931 so odkrili v bližini Mohlič rimsko vilo ter rimsko naselje, ki sta bili povezani preko ceste z obrambno utrdbo na 653 m visoki Kamni gori.
6. stoletja pride do naselitve Slovanov oz. Karantancev ter do ustanovitve države Karantanije. Sledove te zgodnje neprekinjene naselitvene, pravne in jezikovne  kontinuitete najdemo v številnih slovenskih krajevnih imenih (Dolilnče, Goriče, Klanče).
V začetku 12. stoletja so gospodje iz Rebrce na severnem pobočju Obirja zgradili Podkanjski grad. Med velikim potresom leta 1348, ko se je zrušila gora Dobrač, je bil uničen tudi ta grad, ki je od tedaj ruševina. Vojvoda Henrik IV. Koroški  plemič iz rodbine Spanheimov je podaril okolico Mohlič (predium quod Mochilich dicitur) šentpavelskemu samostanu. Celotno področje pa je spadalo od leta 811 naprej, enako kot vso južno Podravje na Koroškem Oglejskemu patriarhatu.
Avguštinci iz samostana v Dobrli vasi so zgradili lastno cerkev posvečeno svetemu Jakobu. Prvotno so imenovali cerkev Podkanjska cerkev ali cerkev ob Beli. Od 15. stol. naprej pa je kraj prevzel ime Galicija po romarskem središču Santiago de Compostela v Galicija, ki je posvečeno istemu svetniku.
Leta 1473 je prišlo do prvega od petih turških vpadov na Koroško. Z Mohliškega polja so turške čete ropale in požigale stavbe v Podkrnosu in v Celovcu, na Celovškem polju,  v Šentvidu ob Glini in v Trgu ter v okolici Vrbskega jezera. V Goričah spominja Mortincev križ oziroma Mortičevo znamenje na veliko bitko s Turki 26. septembra 1473.
Do 16. stoletja so bile Mohliče pomembno cestno stičišče, saj so povezovale cesto čez Jezersko (še pred izgradnjo poti čez Ljubelj) z brodom čez Dravo. Šele leta 1836 je brod zamenjal leseni most z muto, t. i. Anin most.
Leta 1850 je bila ustanovljena občina Galicija, toda leta 1865 je bila priključena katastralna občina Goriče občini Dobrla vas. Pomembno se je povečala občina leta 1944, ko so ji priključili Mohliče in Belo.
Proti koncu 19. stoletja in začetka 20. stoletja je Galicija bila še globoko slovenska in ljudje so nemščino komaj znali, če so jo sploh. Organizirano društveno življenje se razcveti v celi okolici in tako pride leta 1888 do ustanovitve podružnice Družbe sv. Cirila in Metoda (CMD) v Apačah, za Pribljo vas in okolico 1890, leta 1908 pa v Šmarjeti v Rožu. Leta 1907 se pa ustanovi Katoliško slovensko izobraževalno društvo Trta v Žitari vasi. Istočasno se goji visoko pevsko kulturo v cerkvenih zborih, ki postanejo tako važni dejavniki jezikovne kulture. Kdor je pel, je znal lepo pismeno slovenščino.

### Bitka v Robežah
Vso človeško civilizacijo zanikajoče nasilje, ki je bilo uprto proti Slovencem, se je stopnjevalo z začetkom [[prva svetovna vojna>|prve svetovne vojne]] in vse skozi Prvo avstrijsko republiko. Vrhunec tega nasilja je predstavljalo na dolgo roko načrtovana deportacija nad tisoč Slovencev s cele takrat še povsem slovenske Južne Koroške s ciljem terorja in ropanja 14. aprila 1942. Takrat je prišlo do širšega partizanskega organiziranega vojaškega upora po celotnem ozemlju. V tem so Robeže pisale širšo evropsko zgodovino, saj je bila v Robežah prva uspešna partizanska vojaška akcija  na ozemlju celotnega tedanjega nemškega rajha. 16. avgusta 1942 so SS-ovci napadli slovensko  partizansko enoto v Robežah, ki je bila tako presenečena, da se je najprej komaj umaknila v gozd, brez da bi lahko rešila svoje orožje. Zato so partizani tem bolj prestrašili SS-ovce, saj so v protinapadu le s kamni šli na SS-ovce in jih tako pognali v beg. Ob tem pa sta padla dva partizana in nekoliko več SS-ovcev. Ta prva in zmagovita bitka je bila ključna, saj je dala zatrtim upanje in celotnemu uporu potreben navdih za nadaljnjo borbo.

## Slovensko narečje
Galicija spada pod Podjunsko narečje , ki je narečje slovenskega jezika, ki spada v koroško narečno skupino. Značilno je tudi, da Galicija spada v podjunski dekanat Dobrla vas .

## Prebivalstvo
Po ljudskem štetju 2001 ima občina 1.825 prebivalcev, 97,8 % avstrijskih državljanov in 1,2 % nemških državljanov. Po javnih statistiki se prišteje k slovenski narodnosti (Koroški Slovenci.) oz. uporablja slovenščino 8,5 % prebivalcev. Župnija, ki je bila do prve republike slovenska je sedaj dvojezična. 92,2% je katoličanov, 1,8% evangeličanov in 4,2 % je brez veroizpovedi.

## Kultura in znamenitosti
- Župnijska cerkev Sv. Jakoba starejšega v Galiciji – V njej je kip Marije iz let okoli  1425/30
- Župnijska cerkev Sv. Pavel in župnijšče v Mohličah
- Podkanjski slap z višino 54 m (pod Obirjem)
- Grad Mohliče

## Gospodarsvo in infrastruktura
Leta 1958 je bilo zgrajena akumulacijska elektrarna ob Borovnici, leta 1981 pa pretočna elektrarna „Anin most“ na Dravi.
Cesta skozi Rož povezuje občino v vzhodno-zahodni smeri s Šmarjeto v Rožu in z Železno Kaplo. Iz Galicije pelje tudi cesta v severno smer v Grabštanj.

## Politika in grb občine
V občinskem svetu so zastopane vse koroške stranke. Socialdemokrati imajo neposredno izvoljenega župana Rudolfa Tomaschitz-Türka. Zastopanost stran po mandatih: 
6 socialdemokrati
4 ljudska stranka
4 liberalna stranka
1 Enotna lista
Modro-beli grb občine predstavlja vrh gore Obir ter Podkanjski slap. Jakobova školjka ter romarske palce spominjajo na Jakobovo pot oz. glavnega svetnika župnije oz. občine. Kronana srebrna kača stoji za neko domačo legendo.